# Gerard van Essen
Gerard Hendrik van Essen, ook bekend onder de artiestennamen John Kamé en John van Essen, (Doetinchem, 12 mei 1924 – Thailand, 2 januari 1997) was een Nederlands komiek en acteur, beter bekend als Peppi van het duo Peppi en Kokki.

## Levensloop
Na een carrière als amateurbokser begon Van Essen in Carré zijn loopbaan als variétéartiest. Zo was hij te zien in de Redley's IJsrevue, maar ook in de theatervoorstellingen van Dorus. Behalve als variétéartiest trad Van Essen op als circusclown in vrijwel alle grote gezelschappen. In 1942 richtte Gerard van Essen samen met zijn broer Jacques (Jan) De Kamé's (komische, acrobatische, muzikale excentrieken) op. Jacques hield er in 1957 mee op en Gerard vroeg zijn collega Herman Kortekaas met hem samen te werken.
Het duo trad op als clowns onder de roepnamen Pipo en Koko. Dit zorgde voor verwarring met de komst van Pipo de Clown op televisie. Toen het duo begin jaren '70 de kans kreeg om de overstap te maken naar de televisie, als onderdeel van het kinderprogramma Nogal Wiedus, werden de namen gewijzigd in Peppi en Kokki en de clowns werden matrozen. Nadat Nogal Wiedus in 1974 gestopt was kregen ze hun eigen serie. In 1979 stopte Herman Kortekaas met zijn rol als Kokki. In 1980 werd daarom de rol door Charly Ross overgenomen in de voorstellingen. Het nieuwe duo trad op in Circus Mikkenie, waarvan Ross artistiek leider was. In 1981 reisde het circus onder een ander naam: Circus Mariska. Peppi en Kokki werkten nu samen in één show met Cor Witschge als Pipo de Clown om de concurrentie aan te gaan met Circus Bassie en Adriaan. Van Essen is hierna verdergegaan met het optreden als Peppi bij (kinder)feesten en partijen en hij verzorgde gastoptredens bij het Nederlandse Circus Arena. Met verschillende tegenspelers in de rol van Kokki. Hiernaast liep hij 25 jaar lang mee als Zwarte Piet tijdens de Sinterklaasintocht van Amsterdam, waarvoor hij van de burgemeester de zilveren speld kreeg.
In 1988 was hij in een kleine rol te zien in de film Amsterdamned, als de chauffeur die denkt een man te zien liggen aan de waterkant.
In 1991 was hij te gast in het programma De schreeuw van de Leeuw. Op 13 november 1995 was hij te zien als passagier in het programma Taxi.
Van Essen overleed in 1997 tijdens een vakantie in Thailand op 72-jarige leeftijd aan een hartinfarct.